# Escola de músics i JPC
L'Escola de músics i JPC és una escola de música de la ciutat de Barcelona, fundada l'any 1992 al barri del Raval. especialitzada en diferents tipus d'educació musical, els quals són la música clàssica, la música moderna i el cant. Forma uns 600 alumnes.
L'any 1992 l’Escola de músics i JPC neix de la fusió de les escoles Escola de músics i l’Escola Juan Pedro Carrero. Des dels seus inicis, la direcció d’aquest centre va estar a càrrec d'en Jordi Farrés Xirinachs. L'any 2016, l'Ajuntament de Barcelona els va atorgar la Medalla d'Honor de Barcelona, gràcies a la seva forma d’ensenyar als seus alumnes, també per les diverses col·laboracions amb aquest organisme governamental. Des del 2011 col·laboren amb la fundació Tot Raval, ajudant a través de la música a la integració de la gent del barri.